# Діти вод

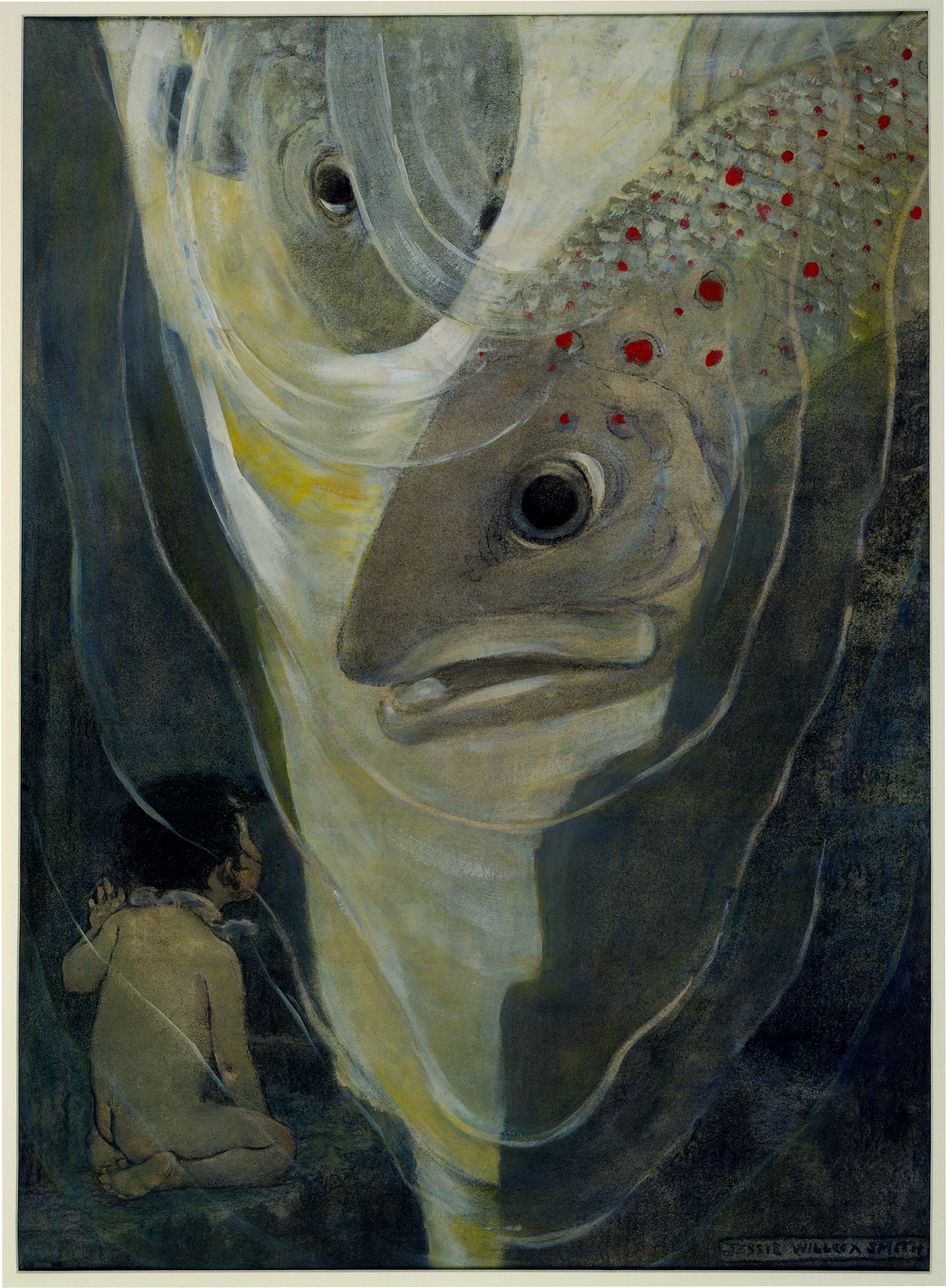
Ілюстрація Джессі Сміт до видання 1916 року.

«Діти вод» (оригінальна назва англ. The Water-Babies, A Fairy Tale for a Land Baby — «Діти води, чарівна казка для земних дітей») — дитячий казково-фентезійний роман англійського письменника Чарльза Кінгслі. Написана в 1862-63 роках в якості серіалу для журналу Macmillan's Magazine, книга була вперше опублікована в повному обсязі в 1863 році. Твір є, з одного боку,  дидактичною  казкою, типовою для часів  вікторіанської Англії, а з іншого — свого роду сатирична підтримка знаменитої книги Чарльза Дарвіна «Походження видів». Книга була дуже популярна в Англії протягом багатьох десятиліть, але згодом втратила популярність, зокрема, через « неполіткорректність» (поширену у Великій Британії під час її створення негативних стереотипів щодо ірландців, євреїв, американців і бідних).

## Сюжет
Головний герой книги — хлопчик — сажотрус Том, який після вигнання з дому і зустрічі з дівчинкою з вищих прошарків суспільства Еллі тоне в річці, де перетворюється в «дитя води». У підводному світі з Томом відбуваються різні пригоди, в ході яких він проходить довгий шлях морального виховання. Його наставниками на цьому шляху є феї Doasyouwouldbedoneby і Bedonebyasyoudid (імена яких є «формулюванням» золотого правила моральності) і матінка Кері. Том зрештою заробляє собі повернення в людську подобу і стає великим ученим, який може планувати  залізниці,  парові машини, електричний телеграф, нарізну зброю і т. д.
Кінгслі використовував форму казкової оповіді, щоб торкнутися ряд релігійних проблем (як наприклад, тему спокутування), а також соціальних проблем тодішньої Англії, включаючи бідність та дитячу працю.

## Екранізації і театральні постановки
У 1935 році книга була екранізована   компанією Уолта Діснея в складі мультиплікаційного серіалу Silly Symphonies, а в 1978 році британський режисер Ліонел Джеффріс зняв анімаційний фільм Діти вод, в якому головні ролі озвучували Джеймс Мейсон, Бернард Кріббінс і Біллі Уайтлоу. Сюжет фільму Джеффріса істотно відрізняється від книги Кінгслі, зокрема, там з'являється новий подсюжет за участю акули-вбивці і міфічного персонажа Кракена.
У 1902 році в лондонському театрі Гарік за книгою Кінгслі режисер  Рутланд Баррінгтон  поставив мюзикл на музику Фредеріка Россе. У 2003 році за книгою була постановка в Чичестерські театрі режисером Джеремі Семсом.
На основі книги була також зроблена серія радіопередач (BBC Audiobooks Ltd, 1998) за участю Тімоті Уеста, Джулії Маккензі та Олівера Писа в ролі Тома.
У 2013 році на BBC Radio 4 була поставлена нова версія книги (автор — Пол Фарлі, режисер Емма Хардінг), в якій Том виведений в якості жертви  работорговців, вивезеної з Нігерії.